# 山口県
山口県（やまぐちけん）は、日本の中国地方に位置する県。県庁所在地は山口市。

## 概要

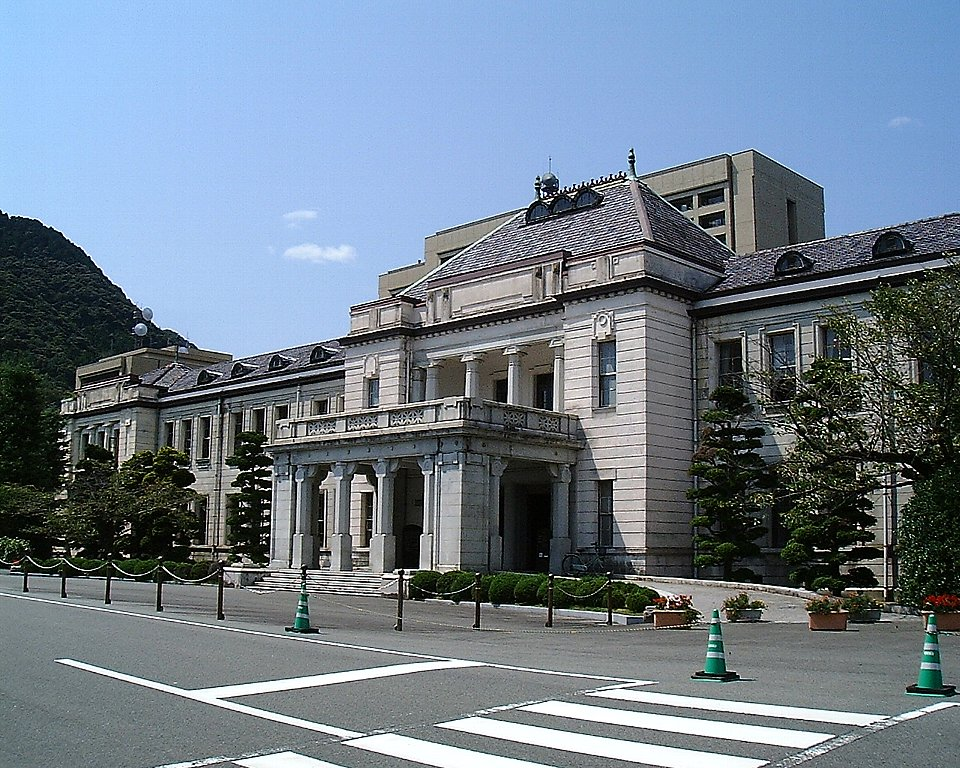
山口県政資料館（旧山口県庁舎）

本州の最西端に位置している。県土の大半は山陽地方に含まれ、県北部の北浦地区が山陰地方の西端に当たるとされる。
県庁所在地は県央部の山口市だが、人口規模・経済規模では県西端の下関市が県内最大で、瀬戸内海沿岸（山陽側）に人口10万～20万人台の都市が岩国市・周南市・防府市・山口市・宇部市・下関市と点在し（人口10万人以上の市の数は広島県・栃木県・三重県と同数の6市）、分散型の都市構造を形成していることもあり、県内に突出した人口を有する都市（プライメイトシティ）は存在しない。経済・生活圏の面では、県西部は福岡県、県東部は広島県との繋がりが深く、県央部の山口都市圏の求心力はさほど高くない（詳細は#地域圏を参照）。
瀬戸内海側の各都市は古くから海運に恵まれ、近代以降は化学工業・セメント・石油産業などに代表される各種工業が発達し、現在では瀬戸内工業地域を構成する工業県である（詳細は#産業を参照）。また山陽新幹線や山陽自動車道、中国自動車道など西日本の大動脈がこれらの都市を経由している。日本海側もかつて北前船が経由した港町が点在する。
八地方区分では山口県は中国地方に区分されるが、関門海峡・周防灘を挟み近接する九州との交流も深く、九州各県とともに「九州・山口地方」などと称される場合もある。詳細は#中国地方・九州地方の区分の項目を参照。
水産業は下関市と日本海側の長門市・萩市を中心に盛んで、特に下関市の南風泊市場が日本一の市場取扱量を占めるふぐが有名である。（詳細は#水産業を参照）。
農業は全県で米栽培が行われ、福岡・広島の大消費地を背景とした野菜等の農業も発達している。また瀬戸内海側の東部では温州みかんなどの柑橘類が栽培され、山口県の花には夏みかんの花が指定されている（詳細は#農業を参照）。
歴史的には令制国の周防国と長門国に相当することから、防長（ぼうちょう）という別名を持つ。また両国は江戸時代に毛利氏・長州藩に統治されていたことから、俗に山口県全体を長州（ちょうしゅう）と呼ぶこともある。幕末から明治維新にかけて薩長土肥の一角を占め、吉田松陰・高杉晋作・伊藤博文・木戸孝允・井上馨ら偉人や要人を多数輩出した。特に薩長同盟を結んだ薩摩藩（現在の鹿児島県に相当）とともに明治維新の中心的な役割を果たした。日本の内閣総理大臣のうち8人が山口県出身者であることも、その所以である。

## 地形・地域

### 地形
南側を瀬戸内海（広島湾・伊予灘・周防灘）、西側と北側を日本海（響灘）と、三方を海に囲まれており、日本海側・瀬戸内海側双方に有人離島が多数ある。やや東西に長い県土をもち、中央部を中国山地が東西に横断している。島根県や広島県に接する東部に1,000mを超える山が存在し、最高峰は島根県境に位置する寂地山（1,337m）である。全体として急峻な山は少ない。
中国山地に水源を発する河川として、一級水系の佐波川および小瀬川、二級水系の錦川、椹野川、厚東川、木屋川、阿武川、島田川などがある。平地は各河川の河口部にあるいくつかの小規模な平野、および山に囲まれた盆地や谷底平野に限られる。県の森林率は71%と、全国平均67%より若干高い。
地質においては古生代、中生代から第四紀に至るまで多様な岩石が分布している地域で、日本最大のカルスト台地である秋吉台や、カルデラ地形や溶岩台地などを有する萩ジオパークがある。
- 位置
  - 東端 大島郡周防大島町諸島 東経132°36’
  - 西端 下関市大字蓋井島 東経130°46’
  - 南端 熊毛郡上関町大字八島 北緯33°43’
  - 北端 萩市見島 北緯34°48’

### 気候
外海と内海の両方に面し、中央部に山地が横たわるという地理的条件上、同じ県内でも気候に大きな違いが見られる。瀬戸内海側気候の地域は温暖少雨、日本海側気候の地域は冬に積雪がある。内陸部はやや日本海側に近い。
気象台の天気予報や注意報・警報における区分も、一次細分区域が北部・東部・中部・西部と比較的細かく分割されている（詳細は下関地方気象台#天気予報区分を参照）。
いずれの地域も風水害や地震が比較的少ないとされるが、梅雨期は広島県と同様に梅雨前線と暖湿流の影響で大雨となりやすい上、急傾斜地崩壊危険箇所等の数も広島県に次いで全都道府県で2位 であり、表層に堆積した真砂土による土砂災害が発生しやすく、近年でも平成21年7月中国・九州北部豪雨や平成25年7月28日の島根県と山口県の大雨で被害を受けている地域がある。
以下は、実際の気候の実態に即して考えた地域区分であり、気象庁が定めた一次・二次細分区域とは異なる点に留意。
【山陽地域】瀬戸内海沿岸東部（山口市・防府市・周南市・下松市・岩国市などの沿岸部）
おおむね温暖であり、少雨などの瀬戸内海気候の特徴はほとんど見られず、特に梅雨の雨量が多い・冬少雨・年間降水量は概ね1700mm以上で、太平洋側気候である。対馬海峡沿岸部と比べると、熱帯夜が少ない・最寒月平均気温はおおむね5.0℃以下で、冬の冷え込みはやや厳しい(冬日の平年値が30日以上ある地点が多い)など、内陸性気候の気色が見られる。冬季の日照時間は比較的多く、積雪は少ないが、強い冬型気圧配置の際は中国山地を超えてきた雲が雪を降らせ数センチの積雪が発生しやすく、山陽自動車道など交通に影響が出る場合もある。
【長門・関門地域】日本海沿岸部と関門海峡周辺 - 瀬戸内海沿岸西部（下関市・宇部市・長門市・萩市などの沿岸部）
日本海沖合を流れる対馬海流やその海風の影響で県内で最も温暖な地域となっている。冬季の日照時間が少ないが、降水量の点から夏多雨冬少雨の太平洋側気候である。夏季は熱帯夜が比較的多く、特に下関市は年平均35.5日と1ヶ月以上におよび、かなり多い。最寒月平均気温はおおむね5.0℃以上で冬日が少なく温暖である。冬季は北西季節風の影響で曇天は多いが気温が高いため積雪は少なく、全くない年もある。
【内陸西部】下関市・美祢市・山口市にかけての内陸部
太平洋側気候であるが、冬季の降水量がやや多い。内陸性気候で、夏季は日中の気温が上がりやすいものの夜は熱帯夜がほとんど無い。冬型の気圧配置で雪が降りやすく、毎年数回5〜10数センチ程度の積雪が見られる。最寒月平均気温はおおむね4.0℃以下と冬はやや寒い。
【内陸東部】山口市阿東地区・萩市南部・周南市北部・岩国市北部にかけての内陸部
東部の中国山地沿いは緯度の割りに寒冷で、豪雪地帯ではないものの積雪が比較的多い日本海側気候である。特に山口市の阿東地区は島根県の豪雪地帯に隣接しており、数十センチのまとまった積雪も珍しくない。昭和38年1月豪雪の1963年1月には徳佐で185cmの積雪を観測している。
県内全般に、梅雨期は広島県と同様に梅雨前線と暖湿流の影響で大雨となりやすい上、急傾斜地崩壊危険箇所等の数も広島県に次いで全都道府県で2位 であり、表層に堆積した真砂土による土砂災害が発生しやすく、近年でも平成21年7月中国・九州北部豪雨や平成25年7月28日の島根県と山口県の大雨で被害を受けている地域がある。

### 自然公園
- 国立公園
  - 瀬戸内海国立公園
- 国定公園

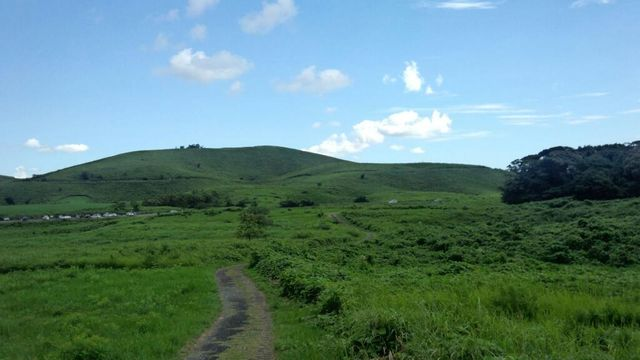
県内の国定公園指定地域である、秋吉台

  - 秋吉台国定公園、北長門海岸国定公園、西中国山地国定公園
- 県立自然公園
  - 羅漢山県立自然公園、石城山県立自然公園、長門峡県立自然公園、豊田県立自然公園

### 地域圏

山口県 地域区分図

地域圏にはいくつかの区分方法があるが、一例として山口県による 8つの広域都市圏 がある。下関広域都市圏と長門広域都市圏は、広域都市圏内で合併が進み、圏内1市となった。
なお都市圏としては、県西部の下関市は福岡県北九州市とともに関門都市圏の核都市となっており、宇部市・山陽小野田市・美祢市などが同都市圏に含まれるほか、県東部の岩国市・和木町などは広島県広島市を核都市とする広島都市圏に含まれる。
以下に記載する人口は、2025年5月1日現在。なお、山口県の総人口は1,267,812人。
| 地区 | 広域都市圏 （通称；読み）                                               | 構成市郡                             | 圏域人口 （人） |
| ---- | ----------------------------------------------------------------------- | ------------------------------------ | --------------- |
| 岩柳 | 岩国広域都市圏 （岩国・玖珂地域；いわくに・くが-）                      | 岩国市・玖珂郡 （1市1町）            | 125,825         |
| 岩柳 | 柳井広域都市圏 （柳井・大島地域；やない・おおしま-）                    | 柳井市・熊毛郡・大島郡 （1市4町）    | 67,559          |
| 周南 | 周南広域都市圏 （周南地域；しゅうなん-）                                | 周南市・下松市・光市 （3市）         | 231,813         |
| 山防 | 山口・防府広域都市圏 （県央地域）                                       | 山口市・防府市 （2市）               | 300,020         |
| 厚狭 | 宇部・小野田広域都市圏 （宇部・美祢地域；うべ・みね-／厚狭地域；あさ-） | 宇部市・山陽小野田市・美祢市 （3市） | 232,174         |
| 豊関 | 下関広域都市圏 （豊関地域；ほうかん-）                                  | 下関市（1市）                        | 238,459         |
| 長北 | 長門広域都市圏 （長門大津地域；ながと・おおつ-）                        | 長門市（1市）                        | 29,241          |
| 長北 | 萩広域都市圏 （萩地域）                                                 | 萩市・阿武郡 （1市1町）              | 42,721          |

- 基本的に旧郡単位で広域都市圏の線引きがなされている（かつては複数の広域都市圏にまたがる旧郡も存在した）。ここでいう広域都市圏は、基本的に地域圏であって都市圏ではない。
- 気象予報の二次細分区域は上記の広域都市圏と微妙に異なる。詳細は気候の項を参照。

### 自治体
基礎自治体は、以下の13市・4郡・6町がある（自治体コード順）。山口県では、町はすべて「ちょう」と読む。村は2006年（平成18年）3月20日の本郷村の合併に伴って消滅している。
- 下関市
- 宇部市
- 山口市
- 萩市
- 防府市
- 下松市
- 岩国市
- 光市
- 柳井市
- 美祢市
- 長門市
- 周南市
- 山陽小野田市
- 大島郡
  - 周防大島町
- 玖珂郡
  - 和木町
- 熊毛郡
  - 上関町
  - 田布施町
  - 平生町
- 阿武郡
  - 阿武町

## 歴史

### 県名の由来
廃藩置県の際、県庁が置かれた山口町（現・山口市）の町名がそのまま県名に採用された。山口盆地を指して「山の入り口」の意味で名付けられたとする説が広く紹介されているが、確定的な説はない。

### 先史
- 今から約2万5千年前、鹿児島県錦江湾の奥にそびえる姶良火山が大爆発し、火山灰が1500キロも離れた本州の最北端津軽海峡まで降り注いだ。山口県周辺では50 - 70cm程度の堆積があった。
- 古くは大陸文化の窓口として栄え、綾羅木郷遺跡や土井ヶ浜遺跡などの弥生遺跡が多数残る。
- 現在の長門市油谷に世界三大美女のうちの一人といわれる楊貴妃が流れ着いたという伝説がある[17]。
- 伊都都比古（いつつひこ）は防長地方で文献（『日本書紀』垂仁天皇二年条）に見える最初の人物であり、穴戸に大きな勢力を持つ豪族がいたことを示す伝承である。また、神功皇后紀には穴戸国造の践立直が見える。さらに防長地方が朝鮮半島に至るルートの中継地であったことを示すのが雄略天皇九年条である。これらの伝承から4世紀ごろには既に防長地方は大和政権の勢力下に入っていたと考えられている。そして、4世紀から5世紀にかけて、各地に派遣された豪族は国造という地方行政官に任命された。「国造本紀」によれば、周防部で周防国造、大島国造、波久岐国造、都怒国造、長門部で穴戸国造、阿武国造の六国造が存在した。

### 古代
- 飛鳥時代には、宇佐神宮の勧請により松崎八幡宮（650年、大化6年、萩市）が建立された。古代神社があることからすればその一帯には鉱山があり、古くから鉱業によって栄えたと見られる。百済復興のための戦争（白村江の戦い）での敗戦により渡来人も増加し、国防最前線として朝鮮式の山城も築かれた。『日本書紀』によれば天智天皇9年に「長門城一・筑紫城二」を築いたという。この長門の城については呼称も位置も明らかでない。
- 奈良時代以降は、長門・周防の2国が設置され、国府は、長門が下関市長府、周防が防府市におかれた。日本唯一の鋳銭所が最初は下関市、のちに山口市に置かれていた地域で、奈良時代から平安時代初期の貨幣が鋳造された。今も山口市には鋳銭司（すぜんじ）という地名や学校名（山口市立鋳銭司小学校）がある。
- 平安時代末期には源平合戦（治承・寿永の乱）の最終決戦地となり、元暦2年/寿永4年3月24日（1185年4月25日）の壇ノ浦の戦いで平家（伊勢平氏）が滅亡。その内乱の際に焼失した奈良の東大寺を復興するため、重源の指導のもとで周防が東大寺料国となった。

### 中世
- 鎌倉時代には、元寇の危機への最前線司令部として下関市に長門探題が設置された。
- 南北朝時代には、周防の大内氏と長門の厚東氏が防長の覇を競ったが、ほどなく大内氏が勝利した。
- 室町時代、守護大名大内氏の城下町山口は日本最大規模の4万人都市として盛え、「西京」（さいきょう；Western Kyoto）の異名を獲った。雪舟、フランシスコ・ザビエル・連歌師宗祇などが訪れ、足跡を残した。
- 戦国時代（室町時代後期）でも大内氏が周防・長門両国を支配したが、天文24年10月12日（1555年10月27日）から弘治3年4月3日（1557年5月1日）にかけて安芸国から侵攻した毛利元就が行った防長経略により、両国は毛利氏の領国となった。

### 近世
- 慶長5年9月15日（西暦1600年10月21日）の関ヶ原の戦いでは、中国地方全域を支配していた毛利氏は西軍に参加。毛利輝元が総大将となったが、毛利勢は一族の吉川広家が徳川家康に内通したため戦闘に参加せず。西軍の敗戦後は吉川広家の取り成しで毛利家は改易を免れ、減封されて防長2州を領有。以後、幕末まで毛利氏の支配する土地となる。
  - 両国には長門国の萩藩（長州藩）・長府藩・清末藩・周防国の徳山藩・岩国領の5藩が成立、宇部福原氏館いずれの藩主も萩宗家を中心に団結していたが、岩国領と萩藩の関係は良くなかった。減封を吉川家の裏切りのせいと見る向きも多く、末家として独立した扱いを宗家がしなかったためである。
- 天保3年（1831年） : 参加者数10万人以上に及ぶ大規模な一揆、長州藩天保一揆（防長大一揆）が勃発[18]。
- 天保9年（1838年） : 藩主毛利敬親に登用された村田清風による藩政改革が開始される。
- 文久3年（1863年） : 毛利敬親が山口に新たな藩庁を築いて移住。以後、長州藩（萩藩）は「山口藩」と称される。
- 文久3年（1863年） - 文久4年/元治元年（1864年） : 下関戦争（馬関戦争）。外国船に発砲し、4国の連合軍による報復攻撃で馬関砲台などが一方的に壊滅状態となる。以後、藩の大勢は攘夷から開国路線に転じる。
- 元治元年（1864年） - 慶応2年（1866年）2度にわたる江戸幕府の長州征伐。藩内部の権力闘争が続いていたが、第二次長州征伐では奇兵隊を率いた高杉晋作らの活躍で幕府軍を撃退。以後、尊皇倒幕で藩論を集約し、明治維新の原動力としてその名を残す。

### 近・現代
- 明治4年（1871年） : 旧暦6月に長州藩（周防山口藩）が徳山藩を併合、旧暦7月には廃藩置県により（周防）山口藩・岩国藩・長府藩・清末藩を廃し、山口県・岩国県・豊浦県・清末県の4県が置かれる。旧暦11月に4県が合併し山口県となり県庁を現山口市に置いたが、自治体としては産業や旧国府所在地、市制の古さなどから下関市が有力候補となっていた。
- 1876年（明治9年） : 前原一誠らによる萩の乱が起こる。
- 1885年（明治18年） : 内閣制発足に伴い、山口県出身の伊藤博文が初代内閣総理大臣に就任。以後、山口県からは多くの内閣総理大臣を輩出する（後述）。
- 1889年（明治22年） : 4月に市制・町村制施行。1市（赤間関市＝あかまがせき；現在の下関市）4町（柳井津町 = やないつ；現・柳井市、山口町 = 現・山口市、萩町 = 現・萩市、岩国町 = 現・岩国市）と224村の計229市町村となる。
- 1901年（明治34年） : 山陽鉄道により神戸 - 馬関（現在の下関間）の鉄道が全通（現在の山陽本線）。
- 1905年（明治38年） : 山陽汽船が関釜連絡船の運航を開始。以後、下関は日本と大陸（朝鮮半島）を結ぶ重要な交通拠点となる。
- 1928年（昭和3年）12月20日：防長先賢堂および山口県立山口図書館が完成[19]。
- 1941年（昭和16年） : 太平洋戦争勃発。戦争末期には下関・宇部・徳山の各都市が空襲を受ける。
  - 太平洋戦争当時は岩国沖に浮かぶ柱島周辺が日本海軍の泊地となり、周辺都市は軍事色が強くなった。現在も存在する周南・下松・光の各市の石油コンビナートや工場は、当時の海軍燃料廠や工廠などの跡地が元になっており、米軍岩国基地なども岩国航空隊・岩国海兵団の名残である。
- 1942年（昭和17年） : 関門鉄道トンネル開通。初めて九州と陸路で結ばれる。
- 1949年（昭和24年） : 県内初の新制大学、国立山口大学が開校。
- 1951年（昭和26年） : 7月に豪雨災害。天皇、皇后から救恤金を賜る[20]。
- 1953年（昭和28年） : 6月に豪雨災害（昭和28年西日本水害参照）
- 1955年（昭和30年） : 秋吉台や秋芳洞が秋吉台国定公園として国定公園に指定。
- 1956年（昭和31年） 4月7日 : 第7回全国植樹祭開催。昭和天皇、香淳皇后が県内を行幸啓[21]。
- 1963年（昭和38年） : 第18回国民体育大会開催。
- 1966年（昭和41年） : 宇部空港（現・山口宇部空港）開港。
- 1973年（昭和48年）11月14日 : 関門橋および中国自動車道（小月IC - 下関IC間）が開通（県内初の高速道路）。
- 1975年（昭和50年）3月10日 : 山陽新幹線（岡山 - 博多間）が開業。
- 1983年（昭和58年）
  - 3月24日 : 千代田IC（広島県） - 鹿野IC間開通を最後に中国自動車道が全線開通。
  - 第7回全国高等学校総合文化祭開催。
- 1986年（昭和61年） : 全国高等学校総合体育大会（インターハイ）を山口県を主会場として開催。
- 1987年（昭和62年）12月4日 : 山陽自動車道防府東IC - 山口JCT間が開通（山陽自動車道県内初の開通区間）。
- 1992年（平成4年）6月25日 : 山陽自動車道岩国IC - 熊毛IC間開通により、本線の山口県区間が全通。
- 2001年（平成13年）
  - 3月11日 : 山陽自動車道宇部下関線宇部JCT - 下関JCT間が開通。
  - 7月14日 - 9月30日 : 山口きらら博開催。
- 2006年（平成18年） : 国民文化祭・やまぐち2006開催（11月3日 - 11月12日）。
- 2011年（平成23年） : 東日本大震災復興支援 第66回国民体育大会、第11回全国障害者スポーツ大会開催（10月1日-10月11日）。
- 2012年（平成24年）
  - 5月27日 : 第63回全国植樹祭 開催。
  - 12月13日 : 岩国錦帯橋空港が開港。
- 2015年（平成27年）
  - 7月28日第23回世界スカウトジャンボリーが山口市・きらら浜で開催。
- 2016年（平成28年）
  - 3月27日：岩国錦帯橋空港　岩国‐沖縄　運航開始。

## 人口
| 増加 10.0 % 以上 7.5 - 9.99 % 5.0 - 7.49 % 2.5 - 4.99 % 0.0 - 2.49 % | 減少 0.0 - 2.5 % 2.5 - 5.0 % 5.0 - 7.5 % 7.5 - 10.0 % 10.0 % 以上 |

| |                                        |  |
| 山口県と全国の年齢別人口分布（2005年） | 山口県の年齢・男女別人口分布（2005年） |  |
| ■紫色 ― 山口県 ■緑色 ― 日本全国 | ■青色 ― 男性 ■赤色 ― 女性              |  |
| 山口県（に相当する地域）の人口の推移 \| 1970年（昭和45年） \| 1,511,448人 \| \| \| 1975年（昭和50年） \| 1,555,218人 \| \| \| 1980年（昭和55年） \| 1,587,079人 \| \| \| 1985年（昭和60年） \| 1,601,627人 \| \| \| 1990年（平成2年） \| 1,572,616人 \| \| \| 1995年（平成7年） \| 1,555,543人 \| \| \| 2000年（平成12年） \| 1,527,964人 \| \| \| 2005年（平成17年） \| 1,492,606人 \| \| \| 2010年（平成22年） \| 1,451,338人 \| \| \| 2015年（平成27年） \| 1,404,729人 \| \| \| 2020年（令和2年） \| 1,342,059人 \| \| |                                        |  |
| 総務省統計局 国勢調査より |                                        |  |
| 1970年（昭和45年） | 1,511,448人                            |  |
| 1975年（昭和50年） | 1,555,218人                            |  |
| 1980年（昭和55年） | 1,587,079人                            |  |
| 1985年（昭和60年） | 1,601,627人                            |  |
| 1990年（平成2年） | 1,572,616人                            |  |
| 1995年（平成7年） | 1,555,543人                            |  |
| 2000年（平成12年） | 1,527,964人                            |  |
| 2005年（平成17年） | 1,492,606人                            |  |
| 2010年（平成22年） | 1,451,338人                            |  |
| 2015年（平成27年） | 1,404,729人                            |  |
| 2020年（令和2年） | 1,342,059人                            |  |

山口県市町村人口増減率分布図（2005年度と2010年度国勢調査から算出）
増加
10.0 % 以上
7.5 - 9.99 %
5.0 - 7.49 %
2.5 - 4.99 %
0.0 - 2.49 %
減少
0.0 - 2.5 %
2.5 - 5.0 %
5.0 - 7.5 %
7.5 - 10.0 %
10.0 % 以上

国立社会保障・人口問題研究所が2018年に推計した人口は、2045年の県人口が103万6千人（2015年を100とすると73.7になると予測されている）となっている。市町村別では、下関市 181,656人（同67.7)、山口市 178,452人（同90.4)、宇部市132,461（同78.2）、周南市 107,540人(同74.2）、防府市 101,202人（同87.3）、岩国市 89,637人（同65.5）、下松市 50,419人（同90.3)、山陽小野田市 46,021人（同73.4)、光市 35,636人(同69.4)、萩市 26,119人(同52.7）、柳井市  21,059人(同63.9)、長門市 17,888人(同50.5）美祢市 14,447人(同55.2)、田布施町 10,154人(同66.3)、平生町 8,460人(同66.1）、周防大島町 7,095人（同41.3)、和木町 5,083人（同80.9）、阿武町 1,419人（同41.0)、上関町  913(同32.6）となっている。

## 政治

### 県政
- 知事 : 村岡嗣政（むらおか つぐまさ、3期目）
  - 副知事 藤部秀則
  - 教育長 浅原司

#### 歴代県知事（公選）
- 初代 田中龍夫（1947年4月5日 - 1953年3月24日、2期）
- 2代 小澤太郎（1953年4月30日 - 1960年8月17日、2期）
- 3代 橋本正之（1960年9月25日 - 1976年6月30日、4期）
- 4代 平井龍（1976年8月22日 - 1996年8月21日、5期）
- 5代 二井関成（1996年8月22日 - 2012年8月21日、4期）
- 6代 山本繁太郎（2012年8月22日 - 2014年1月14日、1期）
- 7代 村岡嗣政（2014年2月25日 - 現職、3期目）

### 国政
衆議院の小選挙区が4。参議院では、全県で1区を構成する。

## 経済・産業

### 所得・生産額
内閣府経済社会総合研究所が行った「令和3年度度県民経済計算」によると、2021年度（令和3年度）の一人あたりの県民所得は296万円、名目県内総生産は6兆2366億円（第一次産業273.75億円、第二次産業2兆6914.62億円、第三次産業3兆5042.52億円）であった。経済成長率は名目＋2.2％、実質+4.6％であった。総生産の経済活動別の構成比について全国を1とする特化係数で比較すると、第一次産業は0.5、第二次産業は1.7、第三次産業は0.8であった。さらに詳しく見ていくと鉱業（特化係数2.0）、製造業（1.8）、林業（1.8）、建設業（1.2）、運輸・郵便業（1.2）、電気・ガス・水道・廃棄物処理業等（1.1）、保健衛生・社会事業（1.1）で全国を上回った。製造業の内訳を見ると特に化学（特化係数8.0）、窯業・土石製品（2.2）、繊維製品（1.5）、一次金属（1.5）、金属製品（1.5）、輸送用機械（1.5）、石油・石炭製品（1.3）、パルプ・紙・紙加工品（1.2）で全国を上回った。

### 経済圏
経済産業省は都市雇用圏の考え方に基づいて「経済圏」を以下の地域に設定し、その産業特性を以下のように分析している。
山陽地方に当たる瀬戸内海側は、重化学コンビナートを中心とした工業と、高速道路網などを生かした流通業などが発展しており、瀬戸内工業地域の一角を成す。一方で、山陰地方に当たる日本海側は、農業・漁業などの第一次産業と観光業などのサービス産業が中心である。
岩国経済圏（岩国市・和木町・広島県大竹市）
農林漁業、建設業、製造業、医療・福祉、複合サービス事業において産業の集積が見られ、特に製造業においては化学工業（三井化学など）、パルプ・紙・紙加工品製造業（日本製紙など）の特化係数が高い。
周南経済圏（下松市・光市・周南市・田布施町）
建設業、製造業、運輸・郵便業、生活関連サービス・娯楽業、複合サービス事業において産業の集積が見られ、特に製造業においては化学工業（トクヤマ、東ソーなど）、鉄鋼業（東洋鋼鈑・日本製鉄光チタン部など）の特化係数が高い。
山口経済圏（山口市・防府市）
建設業、製造業、運輸・郵便業、生活関連サービス・娯楽業、教育・学習支援業、医療・福祉、複合サービス事業において産業の集積が見られ、特に製造業においては輸送用機械器具製造業（自動車関連＝マツダなど）が大半を占める。
宇部経済圏（宇部市・山陽小野田市）
製造業、教育・学習支援業、医療・福祉において産業の集積が見られ、特に製造業においては化学工業（UBEなど）、窯業・土石製品製造業（UBE・太平洋セメントなど）、電子部品・デバイス・電子回路製造業などの特化係数が高い。
下関経済圏（下関市）
農林水産業、製造業、運輸・郵便業、金融保険業（山口フィナンシャルグループ・西中国信用金庫など）、学術研究・専門・技術サービス業、複合サービス事業において産業の集積が見られ、特に製造業においては輸送用機械器具製造業（主に造船＝三菱重工業下関造船所など）、食料品製造業（林兼産業や日清食品など）、金属製品製造業（暖房・配管機器＝長府製作所・神戸製鋼所など)、ゴム製品製造業（ブリヂストン）に特色が見られる。
萩経済圏（萩市・阿武町）
農林漁業、建設業、電気・ガス・水道業、宿泊・飲食サービス業、医療・福祉、複合サービス事業において産業の集積が見られる。
山口県が行った「令和3年度市町民経済計算」による、令和元年度の市町内総生産は県全体で6兆2366億円であり、県全体に占める割合は下関市が15.5％でトップ、以下周南市（15.4％）、山口市（15.3％）、宇部市（9.5％）、岩国市（8.3％）と続く。地域別市町内総生産額は周南地区が1兆7068億円と全体の27.4％を占め、ついで山口・防府地区（23％）、宇部・小野田地区（16.9％）、下関地区（15.5％）と続く。
市町民所得は県全体で3兆9300億円であり、県全体に占める割合は下関市が17.5％でトップ、以下山口市（14.6％）、周南市（14％）、宇部市（12.1％）、岩国市（9.2％）と続く
。

### 産業

#### 農業
沿岸部から中山間部までの多様な自然条件や消費地の近さ、交通網の高い整備状況により米や野菜、果物、花、牛肉といった様々な農産物が生産されている。特に長州藩時代の四白政策以来米作りが盛んに行われており、干拓や棚田などの新田開作により農地が増やされてきた。
米はコシヒカリやひとめぼれ、ヒノヒカリが生産されている。野菜はわさびやれんこん、トマトの生産が盛んで、果物は瀬戸内側で温州みかんや夏みかん、中山間部では栗の栽培が盛ん。花は下関市を中心にゆり、バラ、カーネーション、菊の栽培が盛んである。
畜産においては本県が日本で初めて誕生させ全国唯一である無角和牛 や和牛の原種と言われ国の天然記念物に指定されている見島牛が、養鶏が盛んな長門市では県オリジナル地鶏「長州黒かしわ」の飼育が行われている。
農業生産額の割合では、米が全生産額の34.9%で最も多く、野菜が24.2%、鶏（鶏卵・ブロイラー）が14.7%、果実が6.6%と成っている。

#### 水産業
三方が海に面する山口県では古くから水産業が発達しており、下関や萩・長門地区が特に盛んである。近海物の水揚げが多い。後述のクジラ・ふぐの他にも、日本海側のイカやアジ、瀬戸内側のアンコウやハモなど、海産物の資源が豊富である。
平成21年度の山口県の漁獲量はアマダイ、サザエで全国2位、イサキ、アワビ類で全国4位、マダイ、クルマエビ、マアジで全国5位であり多くの魚種で日本有数の捕獲量を誇る。
2020年度における県の陸揚量は21,598トンで、漁業協同組合の登録漁船数は5491隻、総トン数は14,954トン、利用漁船数は7023隻、組合員数は6634人である。
漁港数は94港で、全国で9番目に多い。内訳は第一種漁港54港、第二種漁港34港、第三種漁港2港、特定第三種漁港1港、第四種漁港3港であり、このうち県管理漁港が7港（下関漁港、川尻漁港、江崎漁港、見島漁港、仙崎漁港、萩漁港、徳山漁港）、市町村管理漁港が87港ある。
捕鯨
江戸時代に長州藩は漁業を推奨し、特に現在の長門市の通地区や仙崎地区を中心に捕鯨（北浦捕鯨）に力を入れ、「鯨一頭とれば七浦賑わう」と謳われた。北浦捕鯨は明治時代まで続いたが、ロシアによる日本海での捕鯨が原因で衰退した。しかしノルウェー式捕鯨の導入で下関市は日本有数の捕鯨基地となった。その後、国際的に反捕鯨運動が盛んになり、また日本が国際捕鯨委員会に加盟したことで長らく商業捕鯨は禁止された。2019年に日本が同委員会を脱退したことで再び商業捕鯨が再開され、下関市は再び商業捕鯨及び調査捕鯨の基地となっている。
ふぐ（ふく）
下関市はふぐの日本一の取扱量を誇っており、同市南風泊市場では全国のふぐの大半を取り扱っている。ふぐは地元では縁起を担いで「ふく」と呼ばれて親しまれ（下関とふくを参照）、山口県魚にも指定されている。
水産加工業
下関市ではウニの瓶詰め、辛子明太子、蒲鉾を始めとする練り製品で全国有数の生産量を誇る。

#### 鉱業
かつては宇部炭鉱がある宇部市や、大嶺炭鉱がある美祢市などで、無煙炭を中心とした石炭採掘が行われていた。いずれも現在は閉山しているが、この鉱業を土台として県西部に重化学工業地域が発達した。現在美祢地区では石炭に代わって石灰石の採掘が行われており、セメントの製造企業が集中している。

#### 工業
全国有数の工業県で、県南部は瀬戸内工業地域の一角を成している。このうち西部は北九州工業地域の構成都市とされることもある。
山口県の瀬戸内海沿岸では大正時代より造船業や化学、機械、金属の工場が次々に進出し、第二次世界大戦中は旧日本軍の工廠などが立地した。戦後は周南・岩国などの東部で、太平洋戦争当時の海軍燃料廠などに由来する石油化学コンビナートが形成されたほか、ソーダなど化学系の製品製造の工場も多く立地した。
経済産業省が実施した工業統計調査によると、2020年度の製造品出荷額は5兆6169億円（周南市1兆1317.6億円、防府市8170.3億円、下関市6022.6億円）、付加価値額は1兆8643億円、事業所数は1725ヶ所（下関市369ヶ所、宇部市186ヶ所、周南市160ヶ所）、従業者数は9万5292人（下関市1万6141人、防府市1万3266人、周南市1万1619人）、1事業所当たりの製造品出荷額は2000年ごろから全国首位が続いており90億1572万円、1事業所当たりの付加価値額は10億8100万円、従業者1人当たりの付加価値額は1956万円であった。特に化学、輸送、石油、鉄鋼、窯業が盛んであり、マツダ（自動車）、日立製作所（鉄道車両）、三菱重工業・三菱造船（造船）、ブリヂストン（タイヤ）、シマノ（自転車）、武田薬品工業（製薬）、マルハニチロ（食料品）、日清食品（食料品）などの大手メーカーが数多く立地している。

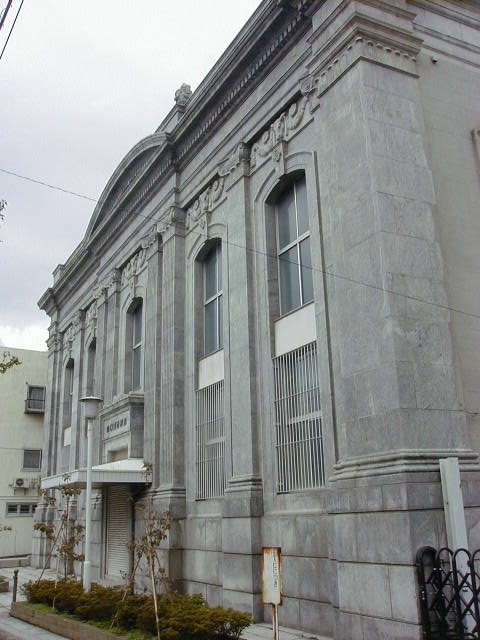
山口銀行・旧本店（下関市） 1878年に第百十国立銀行として設立。山口県の指定金融機関。
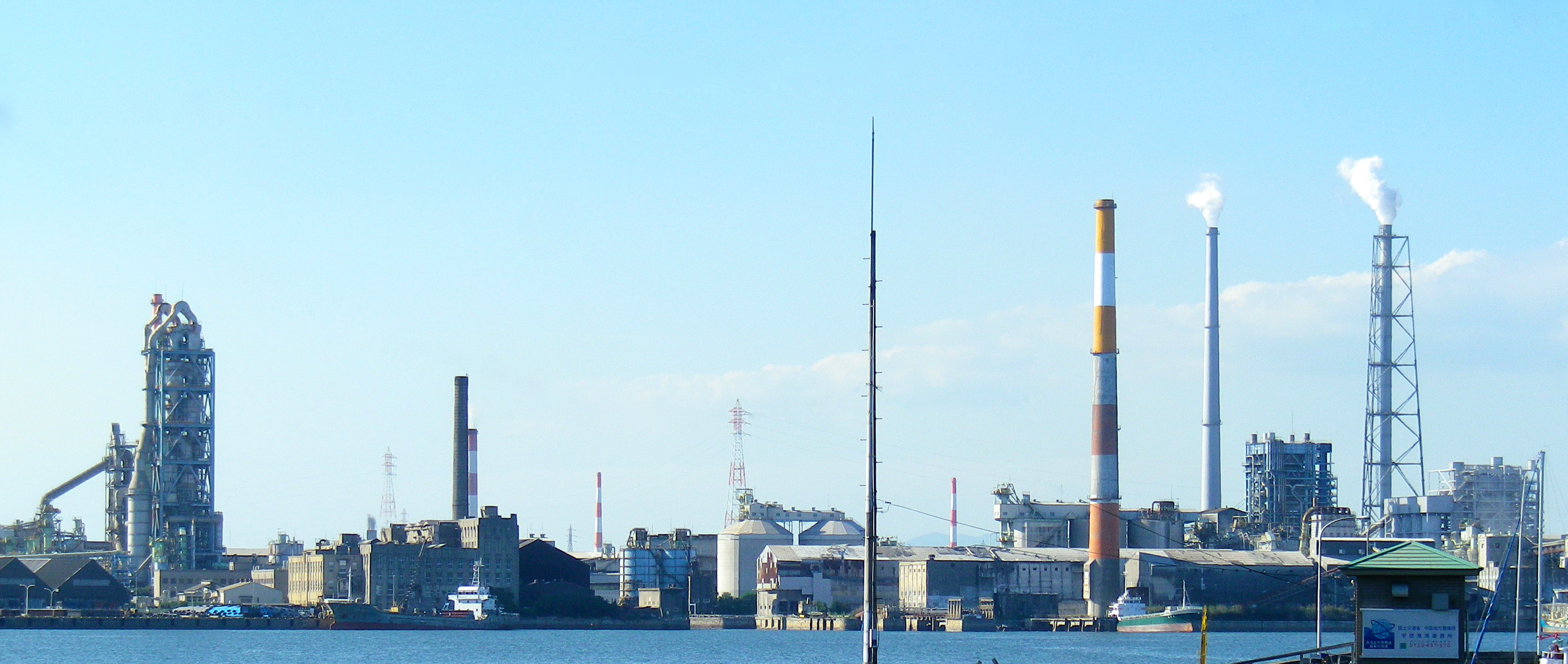
UBE・宇部地区（宇部市） 1897年に採炭会社として設立。炭鉱閉鎖後、日本では初の一般炭輸入を開始し、同地区に日本最大規模の貯炭場を保有する[34]。
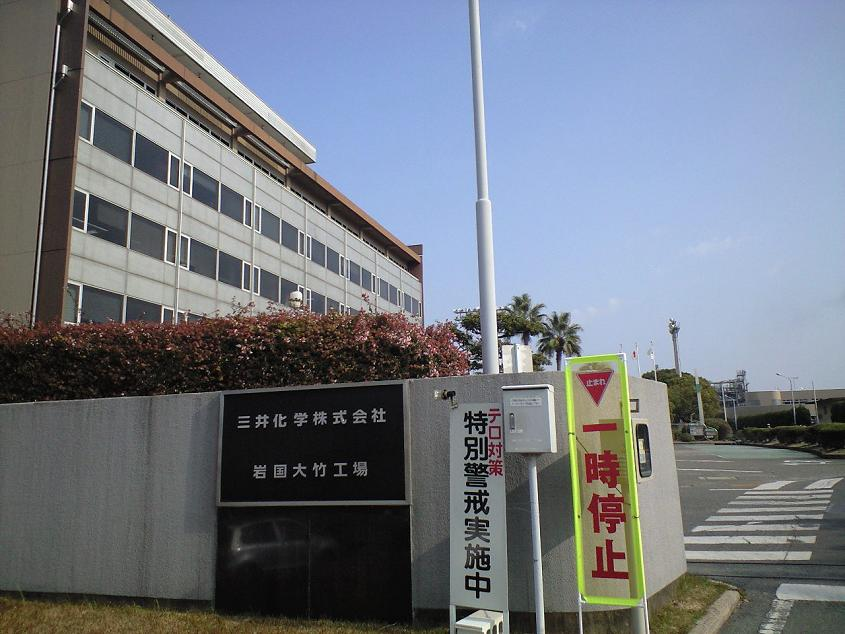
三井化学・岩国大竹工場（岩国市・和木町） 1958年に操業開始。日本で最初の総合石油化学工場。

### 主な企業

#### 山口県内に本社・本店・本部を置く東証プライム上場企業
- エストラスト（下関市）
- セントラル硝子（宇部市）
- チタン工業（宇部市）
- 長府製作所（下関市）
- 東ソー（周南市）
- トクヤマ（周南市）
- 林兼産業（下関市）
- ファーストリテイリング（山口市） - ユニクロ など
- 山口フィナンシャルグループ（下関市） - 北九州銀行、もみじ銀行、山口銀行
- UBE（宇部市） - 旧商号：宇部興産

#### 山口県内に生産拠点・主要事業所を置く主な企業
- 出光興産（徳山精油所 / 周南市）
- 小野薬品工業（山口工場 / 山口市）
- 協和発酵キリングループ（協和発酵バイオ山口事業所 / 防府市、協和発酵キリン宇部工場 / 宇部市）
- 神戸製鋼所（長府製造所 / 下関市）
- シマノ（下関工場 / 下関市）
- シマヤ（山口工場 / 周南市）
- GMOグローバルサイン・ホールディングス（下関支社/下関市）
- 太平洋セメント（小野田事務所 / 山陽小野田市） - 旧・小野田セメント
- 武田薬品工業（光工場 / 光市）
- 田辺三菱製薬工場（小野田工場 / 山陽小野田市） - 旧・田辺製薬
- THK（山口工場 / 山陽小野田市）
- 帝人グループ（帝人ファイバー徳山事業所 / 周南市、帝人テクノプロダクツ岩国事業所 / 岩国市）
- 東海カーボン（防府研究室・防府工場 / 防府市）
- 東洋鋼鈑（下松工場 / 下松市）
- 東洋紡（岩国工場 / 岩国市）
- ニチハ（下関工場 / 下関市）
- 日産化学（小野田工場 / 山陽小野田市）
- 日清食品（下関工場 / 下関市）
- 日鉄ステンレス（周南製鋼所 / 周南市、光製造所 / 光市）
- 日本化薬（厚狭工場 / 山陽小野田市）
- 日本製紙グループ（日本製紙岩国工場 / 岩国市、日本製紙クレシア岩国工場 / 岩国市） - 旧・山陽国策パルプ、山陽スコット
- 日本製鉄（大分製鉄所光鋼管工場、光チタン部 / 光市）
- 日本ゼオン（徳山工場 / 周南市）
- 日立製作所（笠戸事業所 / 下松市）
- ブリヂストン（下関工場 / 下関市、防府工場 / 防府市）
- マツダ（防府工場 / 防府市、美祢自動車試験場 / 美祢市）
- マルハニチロ（下関工場/下関市）
- 三井化学グループ（三井化学岩国大竹工場 / 岩国市・和木町、三井化学西沖工場 / 宇部市、下関三井化学 / 下関市、三井化学岩国大竹工場徳山分工場 / 周南市）- 旧・三井石油化学工業、三井東圧化学、三井武田ケミカル
- 三菱重工業（下関造船所 / 下関市）
- ヤマダホームズ （山口工場 / 山口市）- 旧・エス・バイ・エル、エス・バイ・エル住工

#### 山口県発祥の企業
- カンロ - 光市発祥
- ジョリーパスタ - 徳山市（現・周南市）発祥（旧サンデーサン）
- サンリブ・マルショクグループ - 下関市発祥
- ニチモウ - 下関市発祥
- ニッスイ - 下関市発祥
- マルハニチロ - 再編前のマルハ（旧大洋漁業）が下関市発祥
  - 横浜DeNAベイスターズ - 大洋漁業の実業団が起源（旧大洋ホエールズ）

このほか、かつての財閥の一つである日産コンツェルンの創業者たち（鮎川義介・久原房之助ら）は山口県出身であり、日産コンツェルンの流れをくむ複数の企業の生産拠点が山口県に残っている。また、東芝の創業者の一人である藤岡市助も山口県出身である。

## 交通・生活

### 警察
- 山口県警察

県内各警察署については山口県警察の項目を参照。

### 鉄道
- JR西日本（西日本旅客鉄道・旧日本国有鉄道）
  - 山陽本線（和木駅 - 下関駅）
  - 宇部線（新山口駅 - 宇部駅）
  - 山口線（新山口駅 - 船平山駅）
  - 美祢線（厚狭駅 - 長門市駅）
  - 山陰本線（幡生駅 - 江崎駅、長門市駅 - 仙崎駅）
  - 岩徳線（岩国駅 - 櫛ヶ浜駅）
  - 小野田線（小野田駅 - 居能駅、雀田駅 - 長門本山駅）
  - 山陽新幹線（新岩国駅 - 新下関駅）
- 錦川鉄道（第三セクター）
  - 錦川清流線（川西駅 - 錦町駅）

### 道路

#### 高速道路・自動車専用道路
- 中国自動車道（AH1・アジアハイウェイ1号線）：鹿野IC - 下関IC
- 山陽自動車道（AH1）：岩国IC - 山口JCT、宇部JCT - 下関JCT
- 山陰自動車道
  - 萩・三隅道路
- 関門自動車道（AH1）：下関IC
- 山口宇部小野田連絡道路
  - 山口宇部道路：朝田IC - 宇部南IC
  - 宇部湾岸道路：西中町IC - 東須恵IC
- 小郡萩道路：美祢東JCT - 絵堂IC

#### 国道・県道
1963年（昭和38年）の山口国体開催時より、県管理道路（県道と一部の国道）のガードレールに特産の夏みかんにちなんだ黄色が使われている。
道の駅
県内11市町に24箇所の道の駅が開設されている。

### バス事業者
- 山口県内の乗合バス事業者一覧
- 山口県内の貸切バス事業者一覧

### 空港
- 山口宇部空港（宇部市）
- 岩国錦帯橋空港（岩国市）

### 主要港湾

#### 国際拠点港湾
- 下関港（下関市）
- 徳山下松港（周南市・下松市・光市）

#### 重要港湾
- 岩国港（岩国市）
- 宇部港（宇部市）
- 三田尻中関港（防府市）
- 小野田港（山陽小野田市）

### 航路

#### 国際フェリー
- 関釜フェリー（ 日本・下関港国際ターミナル -  韓国・釜山）
- 光陽フェリー（ 日本・下関港国際ターミナル -  韓国・全羅南道光陽市）
- 蘇州下関フェリー（ 日本・下関港国際ターミナル -  中国・蘇州太倉）

#### 国内フェリー
- 防予フェリー（柳井市・柳井港 - 愛媛県松山市・三津浜港）
- 周防大島 松山フェリー（柳井市・柳井港 - 周防大島町・伊保田港 -

愛媛県松山市・三津浜港）
- スオーナダフェリー（周南市・徳山港 - 大分県国東市・竹田津港）

かつては下関市の彦島荒田港と北九州市小倉北区の日明港を関門海峡フェリーが結んでいた。

#### その他の航路
- 柱島航路（岩国市）
- 端島航路（岩国市）
- 黒島航路（岩国市）
- 浮島航路（周防大島町）
- 前島航路（周防大島町）
- 情島航路（周防大島町）
- 平郡航路（柳井市）
- 祝島航路（上関町）
- 馬島航路（田布施町）
- 牛島航路（光市）
- 大津島・馬島・黒髪島航路（周南市）
- 野島航路（防府市）
- 蓋井島航路（下関市）
- 巌流島航路（下関市）
- 六連島航路（下関市）
- 関門連絡船（下関市・北九州市）
- ヴォイジャー（下関市・北九州市）
- 相島航路（萩市）
- 大島航路（萩市）
- 見島航路（萩市）

### 上水道[35]
山口県における水道普及率は2021年時点で94％（全国平均98.2％）である。給水人口構成比は総人口131万5949人に対して上水道は92.9％（122万2305人）、簡易水道は0.8％（1万830人）、専用水道は0.3％（4330人）、未普及人口は6％（7万8484人）である。
市町村毎の普及率は和木町100％、上関町99.4％、宇部市99.4％、山陽小野田市99.3％、下松市98.5％、下関市97.2％、萩市95.9％、光市94.9％、長門市94.8％、周南市94.3％、周防大島町94.3％、防府市93.8％、山口市93.1％、美祢市92.7％、岩国市85.4％、平生町79.5％、柳井市78.1％、田布施町66.1％、阿武町66％である。
また2021年時点での上水道の給水量は1億6936.9万㎥であり、有収水量（製造された水のうち、料金収入が得られた水量）は1億5022.6万㎥である。簡易水道の給水量は154.9万㎥、有収水量は116.8万㎥である。

### 下水道[36]
山口県における公共下水道普及率は2021年時点で68.1％（全国平均79.7％）、水洗化率（下水道供用区域内に住んでいる人口のうち、水洗便所を設置して汚水を下水道で処理している人口の割合）は95.3％（全国平均92.9％）である。また汚水処理人口普及率（下水道のほか集落排水施設、合併処理浄化槽、コミュニティプラントを含む）は88.8％（全国平均92.6％）であり、全国26位である。
市町村毎の普及率および（水洗化率）は和木町99.5％（100％）、下松市90％（97％）、周南市87.3％（94.5％）、光市81.5％（97.9％）、下関市79％（97％）、宇部市78.6％（96.2％）、防府市70.7％（92.2％）、山口市68.1％（96.8％）、平生町61.7％（94.5％）、山陽小野田市58％（91％）、長門市50.4％（97.7％）、田布施町49％（98％）、萩市45.3％（90.9％）、美祢市37％（95.2％）、岩国市36.3％（92.3％）、柳井市32.3％（89.7％）、周防大島町22.5％（65.7％）である。
県内に下水処理場は41ヶ所あり、うち県管理の処理場は周南浄化センターと田布施川浄化センターの2ヶ所である。これらの浄化センターは特に島田川および田布施川の水質悪化を防止するために県の事業として設置されているものである。

#### 下水処理場
- 山口県
  - 周南浄化センター
  - 田布施川浄化センター
- 岩国市
  - 一文字終末処理場
  - 岩国南せせらぎセンター
  - 由宇浄化センター
  - 広瀬浄化センター
- 柳井市
  - 柳井浄化センター
- 周防大島町
  - 東和片添浄化センター
  - 安下庄浄化センター
  - 久賀大島浄化センター
- 下松市
  - 下松市浄化センター
- 周南市
  - 徳山中央浄化センター
  - 徳山東部浄化センター
  - 新南陽浄化センター
  - 新南陽北部浄化センター
  - 鹿野浄化センター
- 防府市
  - 防府浄化センター
- 山口市
  - 山口浄化センター
  - 小郡浄化センター
  - 川西浄化センター
  - 秋穂浄化センター
  - 阿知須浄化センター
- 宇部市
  - 東部浄化センター
  - 西部浄化センター
  - 楠浄化センター
- 山陽小野田市
  - 小野田水処理センター
  - 山陽水処理センター
- 美祢市
  - 美祢市浄化センター
- 長門市
  - 東深川浄化センター
  - 俵山浄化センター
  - 通浄化センター
  - 黄波戸浄化センター
- 萩市
  - 萩浄化センター
  - 須佐浄化センター
- 下関市
  - 筋ヶ浜終末処理場
  - 彦島終末処理場
  - 山陰終末処理場
  - 山陽終末処理場
  - 豊浦中部浄化センター
  - 豊北滝部浄化センター
  - 豊田浄化センター

## 医療・福祉
岩国、柳井、周南、山口・防府、萩、宇部・小野田、長門、下関の8つの二次医療圏が設定されている。
山口県内において三次救急医療を担う救命救急センターとしては、以下の5つがある。
- 国立病院機構岩国医療センター（岩国市）
- 地域医療機能推進機構徳山中央病院（周南市）
- 山口県立総合医療センター（防府市）
- 山口大学医学部附属病院（宇部市、高度救命救急センター設置）
- 国立病院機構関門医療センター（下関市）

なお、萩医療圏と長門医療圏の全域では、これらの機関への自動車での移動が1時間を越えるため、医療体制や交通網の整備が課題となっている。

## 教育機関

### 大学
国立大学法人（1校）
- 山口大学
  - 吉田キャンパス（山口市）
  - 常磐キャンパス（宇部市）
  - 小串キャンパス（宇部市）

公立（4校）
- 下関市立大学（下関市）
- 山口県立大学（山口市）
- 山陽小野田市立山口東京理科大学（山陽小野田市）
- 周南公立大学（周南市）

私立（6校）
- 宇部フロンティア大学（宇部市）
- 至誠館大学（萩市）
- 東亜大学（下関市）
- 梅光学院大学（下関市）
- 山口学芸大学（山口市）

ほかに、放送大学が山口学習センター（山口市）を持つ。

### 短期大学
私立（4校）
- 岩国短期大学（岩国市）
- 下関短期大学（下関市）
- 山口芸術短期大学（山口市）
- 山口短期大学（防府市）

### 省庁大学校
（1校）
- 水産大学校（下関市）

（農林水産省所管、国立研究開発法人水産研究・教育機構法に基づく省庁大学校）

### 高等専門学校
（3校）
- 徳山工業高等専門学校（周南市）
- 宇部工業高等専門学校（宇部市）
- 大島商船高等専門学校（周防大島町）

### 職業訓練校
（2校）
- 山口県立西部高等産業技術学校（下関市）
- 山口県立東部高等産業技術学校（周南市）

## マスメディア

### 新聞

#### 全国紙
山口県で販売している全国紙、および山口県を管轄している支社は以下の通り。
- 読売新聞 - 西部本社（福岡市）
- 朝日新聞 - 西部本社（北九州市）
- 毎日新聞 - 西部本社（北九州市）
- 日本経済新聞 - 西部支社（福岡市）
- 産経新聞 - 西部本部（福岡市）

なお広島県、島根県に境を接する東部のごく一部では、各紙の大阪本社発行のものと西部本社（支社・本部）発行のものを並んで発売している店舗がある。
産経新聞は1997年（平成9年）ごろから発売を休止していたが、産経新聞社九州・山口本部（現・産経新聞西部本部）発足に伴い2009年（平成21年）10月1日付より山口県での発行を再開した。印刷は佐賀県鳥栖市の毎日新聞社工場に委託している。

#### 地方紙
ブロック紙
- 中国新聞（広島市） - 周南市に防長本社を置き、山口県内でも中国新聞 山口と題して販売している。

かつては西日本新聞（福岡市）も県西部地域で販売していたが、2009年（平成21年）3月31日をもって山口県での販売を停止し、山口市と下関市にあった支局も撤退した。
県域紙
- 山口新聞（下関市、日刊、みなと山口合同新聞社発行）

地域紙
- 宇部日報（宇部市、宇部・小野田地域メイン、夕刊紙）
- 瀬戸内タイムス（光市、週3回刊）
- 長門時事新聞（長門市、長門地域メイン、週刊）
- 日刊いわくに（岩国市、火 - 土曜日発行）
- 日刊新周南（周南市、下松市、光市、夕刊紙）

他に長周新聞（下関市、週3回刊）がある。

#### 専門紙
- みなと新聞（下関市、日本最大の水産食品業界紙、みなと山口合同新聞社発行）

#### スポーツ紙・夕刊紙
デイリースポーツ（大阪・神戸本社管轄の広島支社のエリア）を除き、西部本社の販売エリアである。なお、日刊スポーツは元々は下関市のみなと山口合同新聞社の工場に委託印刷した、西部日刊スポーツ新聞社制作の新聞を発行していたが、西部、大阪、名古屋の地域発行本社を合併した日刊スポーツ新聞西日本が発足した1年後の2010年（平成22年）4月に防府市以東では、広島県廿日市市の中国新聞社の工場に委託印刷・発行した同大阪本部発行の新聞（山口西部を除く中四国地方向けと同じ）に変更された。そのこともあり、県内で販売されるスポーツ新聞は福岡ソフトバンクホークスやアビスパ福岡などの福岡県に本拠地を置く話題が多い（デイリー、及び日刊の山口東部向けに関しては阪神タイガースあるいは広島東洋カープまたはサンフレッチェ広島などの広島を本拠地とするもの）。前述通り産経新聞は発行を再開したもののサンケイスポーツは発売されていない。また、かつては西日本スポーツも発売されていたが、西日本新聞の山口県撤退と同時に山口県内での発売から撤退した。フジとゲンダイは大阪本社版の早刷りのものをごく一部の駅売りスタンドで発売するのみ。なお、九州スポーツは東京スポーツ系列の新聞であるが、朝刊で扱われているため夕刊紙ではない。
- 日刊スポーツ（日刊スポーツ新聞西日本） - 山口市以西は、下関市に本社を置くみなと山口合同新聞社で印刷された西部本社版、防府市以東は広島県廿日市市にある中国新聞社の工場で印刷された大阪本部版を販売している。[注釈 3]
- スポーツニッポン（スポーツニッポン新聞社西部総局）
- 九州スポーツ（東京スポーツ新聞社西部支社） - 2020年3月まで下関市に本社を置くみなと山口合同新聞社で紙面を制作・印刷していたが、2020年4月以後、毎日新聞社に委託先を変更し、編集は大阪府堺市の高速オフセット堺工場内（大阪スポーツ発行元の東スポ大阪支社）に統合、印刷は鳥栖市・北九州市にある毎日新聞九州センター工場に委託されることになった。
- スポーツ報知（スポーツ報知西部本社） - 報知は1998年（平成10年）に九州・山口進出
- デイリースポーツ（神戸新聞社） - 広島版（中国新聞社の廿日市市・福山市の工場に委託印刷されたもの）を販売
- 夕刊フジ（一部地域のみ、産業経済新聞社）
- 日刊ゲンダイ（一部地域のみ）

### テレビ・ラジオ放送
デジタルテレビ・FMラジオの親局送信所及びKRYラジオのFM補完放送のメイン中継局は防府市の大平山。

#### テレビの県域放送局
- NHK山口放送局（リモコンキーID：総合1、Eテレ（教育）2）
- テレビ山口（tys；JNN、リモコンキーID：3）
- 山口放送（KRY；NNN、リモコンキーID：4） - 本社：周南市
- 山口朝日放送（yab；ANN、リモコンキーID：5）

山口県には県内に本拠を置くFNN/FNS系及びTXN系列局が存在せず、両系列の放送対象地域に含まれていないが、TVQ九州放送（テレQ；TXN・福岡県）、テレビ西日本（TNC；FNN・福岡県）、テレビ新広島（tss；FNN・広島県）をケーブルテレビ局の区域外再放送またはスピルオーバーで隣接県の放送局を受信できる世帯が多い。
このためテレビ専門誌の週刊TVガイドの地域版は、山口県内を二分し「広島・島根・鳥取・山口東版」「福岡・佐賀・山口西版」として発行されている。かつて刊行されていたザテレビジョンも同様であった。
なおFNNの報道取材は、テレビ西日本が主に担当するが、テレビ新広島 やさんいん中央テレビ（TSK;FNN・島根県）が担当する場合もある。TXNの場合は系列局のTVQ九州放送が主に担当する。

#### ラジオの県域放送局
- NHK山口放送局
- 山口放送 (JRN/NRN)
- エフエム山口 (FMY；JFN)

#### 在日アメリカ軍のラジオ放送局
- AFN IWAKUNI（在日アメリカ軍放送）

#### コミュニティラジオ局
カッコ後ろの「JW」は J-WAVE から、「MB」は ミュージックバード からの番組配信あり（無印は自社製作中心）。
- エフエム萩（FM NANAKO / 萩市） - JW
- エフエムしものせき（COME ON! FM / 下関市） - MB
- エフエムきらら（宇部市）
- エフエム周南（しゅうなんFM / 周南市） - MB
- ぷらざFM（FMわっしょい / 防府市） - MB
- FMながと（FM AQUA / 長門市）
- FM山陽小野田（FMスマイルウェ〜ブ / 山陽小野田市） - MB

#### ケーブルテレビ局
ケーブルテレビの普及率が比較的高く、特に県央部および宇部・美祢地域をエリアに持つ山口ケーブルビジョンではエリア内の加入率を75%以上と公表している。

## 通信
山口県はインテルサットのインド洋経由の欧州向け、太平洋経由の米国向けの両方向への通信が可能な位置にあり、KDDI山口衛星通信センターが山口市にある。当センターではインテルサット・インマルサットのサービスをしているが、その他、スカパーJSATが SUPERBIRD の地上局（山口ネットワーク管制センター）、自治体衛星通信機構の地上局（山口管制局）も立地している。後者については、全国瞬時警報システムなど最重要ミッションを運用している。

## 文化

### 方言
県域の方言は「山口弁」に区分されるが、地域ごとに大きな差異が見られる。

### 伝統工芸
経済産業大臣指定伝統的工芸品は以下の通り。
- 萩焼（陶磁器、2002年）
- 大内塗（漆器、1989年）
- 赤間硯（文具、1976年）

### スポーツ

#### スポーツチーム
サッカーチームはJリーグのレノファ山口FCや、社会人サッカーチームであるFCバレイン下関・FC宇部ヤーマンなどがある。かつては永大産業サッカー部が熊毛郡平生町に本拠地を置いていた。
プロ野球チームは広島東洋カープの二軍が岩国市の広島東洋カープ由宇練習場を本拠地としている。また、横浜DeNAベイスターズ（旧大洋ホエールズ）は球団発足当時、下関市の下関市営球場に本拠地を置いていた。21世紀時点では、広島県に近い県東部は広島東洋カープのファンが、福岡県に近い県西部（下関市など）は福岡ソフトバンクホークスのファンがそれぞれ多いとされる。両チームが対戦した2018年の日本シリーズの際には、同じチェーンのスーパーマーケットで行われたセールでも、県東部と県西部でそれぞれ優勝セールの対象が異なるという事象が見られた。また、独立リーグの九州アジアリーグに2022年から参加した福岡北九州フェニックスは初年度より下関球場で公式戦をおこない、2023年からは球団名を北九州下関フェニックスに改めている。
バスケットボールチームは山口ペイトリオッツが2021-22シーズンからB3.LEAGUEに参加している。2023-24シーズンより山口パッツファイブへ改名。
ラグビーチームはながとブルーエンジェルスがあり、太陽生命ウィメンズセブンズシリーズ2019で総合優勝。
陸上競技では、全日本実業団ハーフマラソン（山口市・毎年2月）、下関海響マラソン（下関市・毎年11月）、防府読売マラソン（防府市・毎年12月）などのマラソン大会が開催されているほか、全国持ち回り開催の全国中学校駅伝大会が山口市で開催されたことがある。かつてはカネボウ陸上競技部が防府市に本拠地を置いていた。
公営競技は、防府競輪場（防府市）、ボートレース徳山（周南市）、ボートレース下関（下関市）、山陽オートレース場（山陽小野田市）がある。

## 特産品・名産品
- はなっこりー - 山口生まれの緑野菜。サイシン（中国野菜）とブロッコリーを掛け合わせたもの。

水産物
- フグ
- アンコウ
- アジ
- イカ - 特に長門市で水揚げが盛ん。
- クルマエビ - 山口市秋穂地区はクルマエビ（車海老、車蝦）の養殖発祥の地でもある。
- 水産加工品（特に蒲鉾などの魚肉練り製品） - 萩・長門地区を中心に沿岸各地で盛ん。蒲鉾は宇部・防府でも製造。

岩国・柳井地区
- 岩国寿司 - 岩国市などで作られる押し寿司の一種。
- 岩国レンコン - 通常、レンコンの穴は8個だが岩国レンコンは9個。
- 高森牛 - 岩国市周東地域で生産される牛肉の銘柄。

周南・下松地区
- おみくじ - おみくじの7割近くは周南市鹿野地区の女子道社によって奉製されている。
- 徳山みかげ（御影石） - 周南市黒髪島の特産。

萩・長門地区
- いとこ煮 - 萩市周辺に伝わる煮物料理。
- 夏みかん - 長門市青海島が原産、萩で多く生産される。
- 萩焼 -　萩・長門を中心に生産され、茶器としても有名。
- 見島牛　-　萩市見島で生産される、西洋種の影響を受けていない日本古来の和牛種。年に12頭ほどしか出回らないため、幻の高級肉と呼ばれる。

山口・防府地区
- 外郎 - 山口市を中心に販売。ワラビ粉を使用しているのが特徴。
- 大内塗 - 山口市の民芸品

宇部・小野田・美祢地区
- 宇部かまぼこ - 宇部市で製造されている蒲鉾。
- 宇部ラーメン - 宇部都市圏で作られているラーメンの一種。
- 小野田あさり - 山陽小野田市周辺で捕獲されるアサリ。
- 小野茶 - 宇部市で生産されている日本茶。
- 大理石・石灰石及びその加工品 - 美祢市・秋吉台周辺で産出され、セメントなどに用いられる。
- 厚保クリ - 山口県内最大のクリの産地美祢市を中心に生産される。大粒で甘味が強く粘りがあるのが特徴。

下関
- 辛子明太子 - 日本最初の辛子明太子業者が下関で作られ、かつては下関市が取扱量全国第一位であった。
- 瓦そば - 下関市にある川棚温泉の名物。
- 瓶詰ウニ - 下関発祥。
- 巌流焼 - 下関市の土産菓子。
- 淡雪 - 下関市の土産菓子。
- 安岡ねぎ - 下関市安岡の特産小ねぎ、万能ねぎのルーツ。
- 垢田トマト
- ふぐ提灯 - フグの皮を使って作られる提灯。
- ふぐ凧 - フグの姿を模した凧。

## 観光
山口県の各市町村の年間観光客数は、山口県の統計による2019年の数値 によれば県全体で観光客数が3601.3万人、宿泊客数は大型イベントが無かったことで前年比13.6％減となり、376.2万人であった。市町村別観光客数では、下関市が最も多く711.3万人（前年比101.6％）、次いで山口市の516万人（84.3％）、萩市の451万人（99.1％）、岩国市の322万人（102.3％）、長門市の241万人（95％）と続く。
外国人観光客数は22％減少し35.7万人、外国人宿泊客数は日韓関係の悪化により14.9％減少し10.4万人となった。構成としては中国本土8.5万人（構成比23.8％）、次いで韓国約8.3万人（23.2％）、台湾6.3万人（17.6％）、アメリカ2.5万人（6.9％）と続く。
発着地別観光客数では県内が2124.2万人（構成比59％）と最も多く、次いで中国地方421.4万人（11.7％）、九州地方及び沖縄地方395.2万人（11％）、関東地方189.4万人（5.3％）、近畿地方163.6万人（4.5％）、中部地方79.7万人（2.2％）、四国地方52.5万人（1.5％）、北海道地方及び東北地方24.5万人（0.7％）であった。
季節別観光客数では春（3～5月）が989.6万人（構成比27.5％）と最も多く、次いで夏（6〜8月）961.2万人（26.7％）、秋（9〜11月）953.5万人（26.5％）、冬（12〜2月）697万人（19.4％）であった。
温泉は、湯田温泉、川棚温泉、湯本温泉、俵山温泉など、51泉ある。そのうち、25泉は放射能泉系、9泉は単純温泉系、13泉は塩化物泉系、残り3泉はその他の泉質である。
有形文化財建造物としては、萩市の松下村塾、萩反射炉、萩城下町、大板山たたら製鉄遺跡、恵美須ヶ鼻造船所跡が世界遺産に登録（「明治日本の産業革命遺産 製鉄・製鋼、造船、石炭産業」の構成資産として）、下関市の功山寺仏殿と住吉神社本殿、山口市の瑠璃光寺五重塔が国宝に指定、赤間神宮の水天門と回廊などが登録有形文化財に、萩市の堀内地区・平安古地区・浜崎地区・佐々並市地区、柳井市の古市金屋地区が重要伝統的建造物群保存地区として選定されている。

## イベント・催事

### 過去に開催されたイベント
- 第7回全国植樹祭（1956年・防府市）
- 第18回国民体育大会（1963年・県内一円 / 開閉開式は県営陸上競技場）
- 昭和61年度全国高等学校総合体育大会（山口総体、1986年・山口県を中心に中国5県で開催）
- 第14回全国豊かな海づくり大会（1996年・長門市仙崎漁港）
- 1998年バレーボール女子世界選手権・予選グループB（徳山市総合スポーツセンター）
- 2002年国際捕鯨委員会 (IWC) 年次総会（海峡メッセ下関）
- 国民文化祭・やまぐち2006（県内一円 / 開閉開式はきらら元気ドーム）
- 第66回国民体育大会（おいでませ!山口国体、2011年・県内一円 / 開閉開式は維新百年記念公園陸上競技場）
- 第11回全国障害者スポーツ大会（おいでませ!山口大会、2011年・県内一円 / 開閉開式は維新百年記念公園陸上競技場）
- 第63回全国植樹祭（2012年・山口きらら博記念公園）
- 第23回世界スカウトジャンボリー（2015年・きらら浜）
- 第35回全国都市緑化フェア（山口ゆめ花博、2018年・山口きらら博記念公園）

### 例年開催されるイベント
- 2月
  - 下関ふくの日まつり（下関市）
  - 秋吉台山焼き（美祢市）
- 3月
- 4月
  - 維新・海峡ウォーク（下関市）
  - 錦帯橋まつり（岩国市）
  - コープやまぐち 生協まつり（山口市）
- 5月
  - 日米フレンドシップデー（岩国市）
  - 青空天国いこいの広場（山口市）
  - 新川市まつり（宇部市）
  - 先帝祭（下関市）
  - しものせき海峡まつり（下関市）
  - 普賢まつり（光市）
- 6月
- 7月
  - 宇部市花火大会（宇部市）
  - 徳山夏まつり（周南市）
  - ながと仙崎花火大会（長門市）
  - 山口祇園祭（山口市）
- 8月
  - 数方庭祭（下関市）
  - 関門海峡花火大会（下関市）
  - 金魚ちょうちん祭り（柳井市）
  - 馬関まつり（下関市）
  - 萩夏まつり（萩市）
  - 山口七夕ちょうちんまつり（山口市）
  - 油谷夏まつり（長門市）
- 9月
- 10月
  - 岩国行波の神舞（岩国市）
  - UBEビエンナーレ（宇部市）
  - ツール・ド・しものせき（下関市）
- 11月
  - 狐の嫁入り（下松市）
  - 下関海響マラソン（下関市）
  - 下関さかな祭（下関市）
  - リトル釜山フェスタ（下関市）
  - 山口天神祭（山口市）
  - 防府天満宮御神幸祭（防府市）
  - 萩時代まつり（萩市）
- 12月
  - 周南冬のツリーまつり（周南市）
  - 維新の里 萩城下町マラソン（萩市）
  - 防府読売マラソン（防府市）

## その他

### 中国地方・九州地方の区分
地理的・文化的に福岡県との結びつきが強いことから、日本の各地方に支局や支社を持つ機関や企業において、山口県を九州地方の他県と同じエリアに区分している場合がある。山口県知事は九州地方知事会と中国地方知事会の両方に参加している。
|          | 中国地方（中国四国地方）として扱うもの                                                          | 九州地方と一体に扱うもの                                                                                   |
| -------- | ----------------------------------------------------------------------------------------------- | --- |
| 公的機関 | 衆議院・比例中国ブロック 財務省（中国財務局） 農林水産省（中国四国農政局） NHKが用いる地域区分  | 気象庁（福岡管区気象台、気象区分「九州北部」に山口県を含む） 税関（門司税関） 水産庁（九州漁業調整事務所） |
| 民間企業 | ゆうちょ銀行（中国エリア） NTTドコモ（エヌ・ティ・ティ・ドコモ中国）                            | 読売新聞・朝日新聞・毎日新聞・日本経済新聞・産経新聞 （西部本社/本部/支社）                                |
| スポーツ | 全国高等学校総合体育大会＜インターハイ＞（中国大会） 選抜高等学校野球大会（中国・四国ブロック） | |

さらに公的機関では、以下の部局が山口県域を九州地方側と中国地方側に分割して区分している。
| 機関                 | 九州地方側                                         | 中国地方側          |
| 国土交通省地方整備局 | 九州地方整備局（港湾空港部の所管事務）             | 中国地方整備局      |
| -------------------- | -------------------------------------------------- | ------------------- |
| 国土交通省地方整備局 | 下関市                                             | 左記以外の地域      |
| 国土交通省地方運輸局 | 九州運輸局（海事に関する事務）                     | 中国運輸局          |
| 国土交通省地方運輸局 | 下関市、宇部市、山陽小野田市                       | 左記以外の地域      |
| 国土交通省地方航空局 | 北九州空港事務所                                   | 岩国空港事務所      |
| 国土交通省地方航空局 | 下関市、宇部市、山陽小野田市、長門市、美祢市       | 左記以外の地域      |
| 海上保安庁           | 第7管区海上保安本部                                | 第6管区海上保安本部 |
| 海上保安庁           | 下関市、宇部市、山陽小野田市、長門市、美祢市、萩市 | 左記以外の地域      |
| 防衛省               | 九州防衛局長崎防衛支局（防衛装備品に関する事務）   | 中国四国防衛局      |
| 防衛省               | 下関市                                             | 左記以外の地域      |

日本小型船舶検査機構は岩国市・柳井市・田布施町・平生町・上関町・和木町・周防大島町を広島支部が管轄し、それら以外の地域を福岡県北九州市・京築地域とともに下関支部が管轄している。
民間経済団体である九州経済連合会はかつて「九州・山口経済連合会」と称し、改称後も下関市や宇部市を中心に山口県に本社を置く企業や大学など21法人が加盟している。中国経済連合会と重複会員もおり、山口銀行は九州経済連合会と中国経済連合会の両方で副会長を務めている。

### オーストラリアとの比較
「山口県の形状はオーストラリアと似ている」と山口県庁の広報広聴課が述べたことがある。
2012年（平成24年）、2014 FIFAサッカーワールドカップに向けたアジア最終予選の「日本代表 対 オーストラリア代表」戦がオーストラリアで開催されることに際して、同課は「山口県とオーストラリアの形って似てるよね!」と述べた上で、「オーストラリアへ（観戦に）行けない人は、山口県でオーストラリア気分を楽しみましょう！」と、県庁のホームページに特集記事を掲載した。
同課はオーストラリア（豪州）の名所を山口県の名所になぞらえ、次のように県内の観光地を紹介した。
| 豪州の名所                                       | 豪州内の位置       | 山口県の名所                          | 山口県内の位置   |
| ------------------------------------------------ | ------------------ | ------------------------------------- | ---------------- |
| サンコープ・スタジアム（試合会場の芝グラウンド） | 東部               | 蜂ヶ峯総合公園（芝生の広場がある）    | 東部             |
| ハーバー・ブリッジ                               | 東南部             | 錦帯橋                                | 東南部           |
| ウルル（エアーズロック）                         | 中央部             | 秋吉台                                | 中央部           |
| バオバブの木                                     | 西部               | クスの森                              | 西部             |
| 国鳥のエミュー                                   |                    | エミュー牧場                          | 西部の蓋井島     |
| グレートバリアリーフ（世界最大のサンゴ礁）       | 東部沖の珊瑚海     | ニホンアワサンゴ群生地 （世界最大級） | 東部沖の周防大島 |
| ペニンシュラ温泉                                 | 南東部のメルボルン | 上関海峡温泉                          | 南東部の上関町   |
| パッフィンビリー鉄道（国内最古の蒸気機関車）     |                    | SLやまぐち号（県の象徴のひとつ）      |                  |
| オペラハウス（近代建築物）                       | 海沿い             | 海響館（近代建築物）                  | 海沿い           |

反響
この記事は3年後の2015年（平成27年）に日本のSNS上で話題になった。『Twitter』などでは本企画を賞賛する声のほか、「山口県は県庁所在地（山口市）の求心力が強くなく、岩国・周南・宇部・下関などの都市が割拠している。その点もオーストラリアに似ている」などの意見もみられた。
また、「山口県よりも四国のほうがオーストラリアと似ている」、「オーストラリア似といえば四国や神奈川県だと思っていた」「福島県のほうが似ている」 といった指摘も寄せられた。さらに、福島県の観光情報メディア『福島TRIP』は、「福島県のほうがオーストラリアに似ているのでは」として同様の観光案内記事を掲載した。
2015年12月、広報広聴課の担当者は朝日新聞社の取材に対し、「当時、サッカーワールドカップ最終予選のオーストラリア戦が話題となっていたので、（中略）山口県の話題化をはかりたいと考えた」「3年前の記事なので、正直驚いている。今後とも、山口県に関心を持っていただけるように、魅力を発信していきたい」などと回答した。